# Sportfördergruppe der Bundeswehr

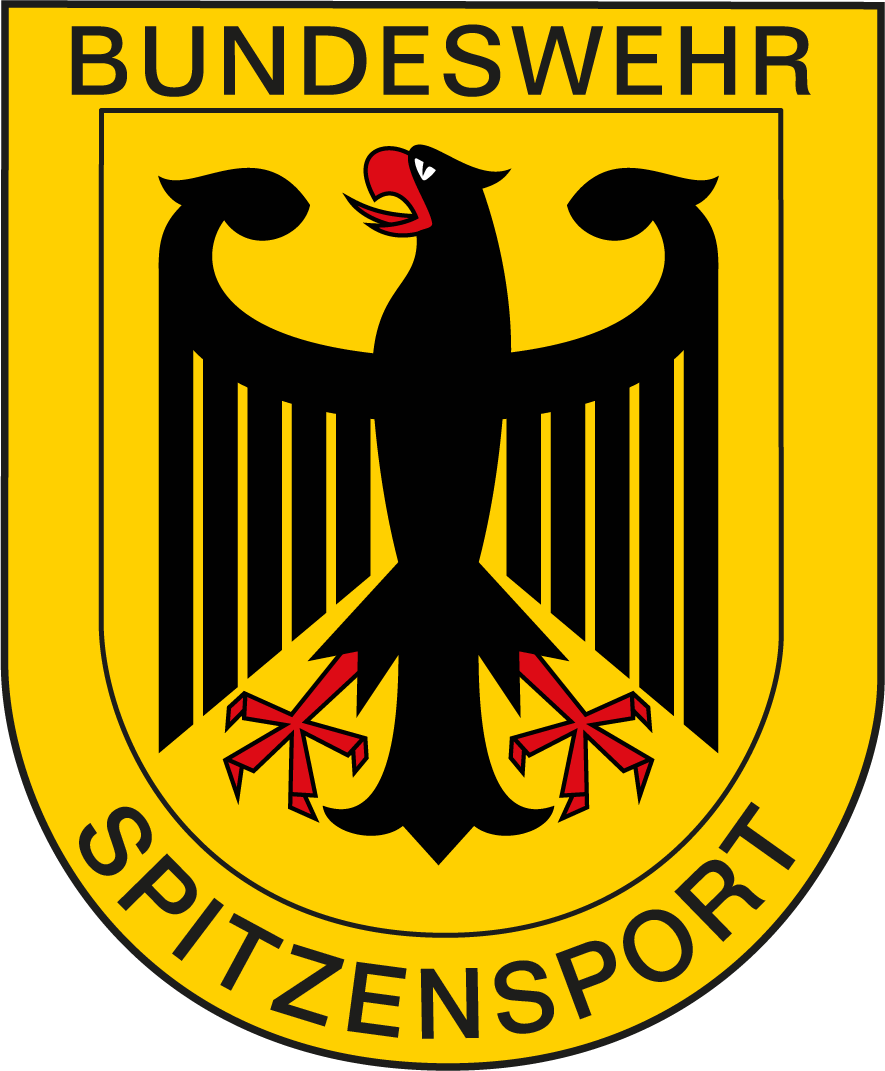
Logo Spitzensportförderung der Bundeswehr

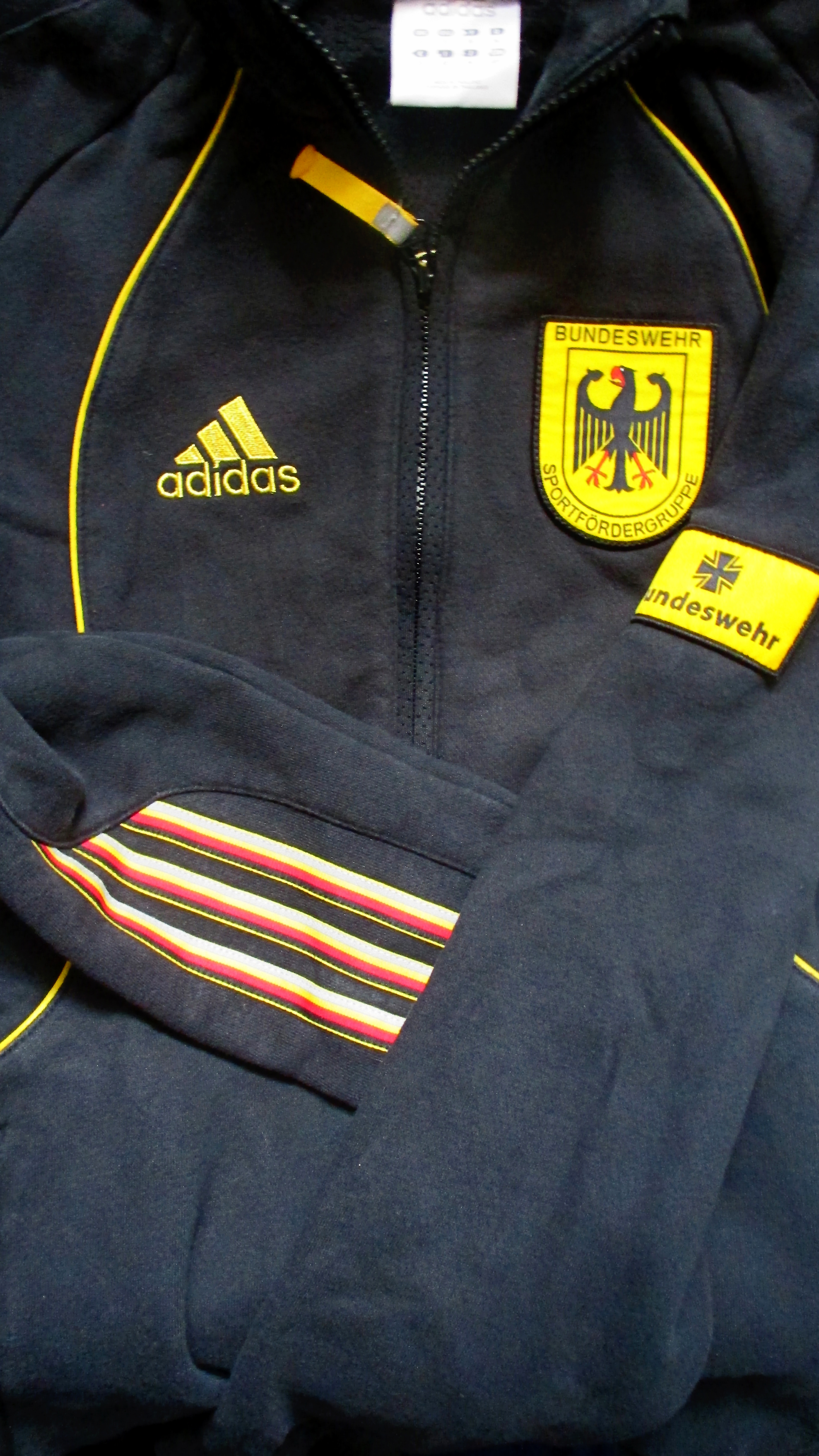
Bundeskader – Sportfördergruppe der Bundeswehr – Trainingsanzug der Bundeswehr – Frauen

Die Sportfördergruppe der Bundeswehr ist eine Einrichtung des Bundesministeriums der Verteidigung (BMVg).

## Allgemeines
Der Deutsche Bundestag hatte am 8. Mai 1968 an die Bundesregierung die Aufforderung gerichtet, „zur Förderung bundeswehrangehöriger Spitzensportler … Fördergruppen einzurichten, die so weit wie möglich an Leistungszentren der Sportverbände angelehnt werden sollten“. Die Bundeswehr (Bw) richtete Sportfördergruppen ein und finanziert seitdem „Sportförderplätze“.
Der Bundesregierung kam es darauf an,
„die Repräsentanz Deutschlands bei internationalen Wettkämpfen zu gewährleisten,

den deutschen Spitzensportlerinnen und Spitzensportlern Chancengleichheit gegenüber Sportlerinnen und Sportlern anderer Staaten einzuräumen und

den Anschluss an die Internationale Leistungsspitze während des Wehrdienstes zu ermöglichen.“
Von 1971 bis 2012 ist die Zahl der Förderplätze von 430 auf 744 angestiegen. Die Anzahl der Stellen für Soldaten auf Zeit (SaZ) wurde deutlich erhöht. Seit Einführung einer speziellen Feldwebellaufbahn kann auch der Status eines Berufssoldaten (BS) erreicht werden.:Ziff. 28.1
In 70 Sportarten trainieren die Sportsoldaten in der Regel in der Infrastruktur der Olympiastützpunkte oder der Bundes- und Landesleistungszentren der Sportverbände.
Das BMVg gibt für diese Spitzensportförderung jährlich ca. 28 Mio. Euro aus. Dieser Betrag ist im Haushaltsplan nicht gesondert ausgewiesen.:Ziff. 28
Spitzensportler und Trainer, die einer Sportfördergruppe der Bw angehören oder einmal angehörten, sind in der Kategorie:Sportsoldat (Bundeswehr) zusammengefasst.

## Aufnahmevoraussetzung
Voraussetzung für die Aufnahme als Sportsoldat in eine Sportfördergruppe ist die Zugehörigkeit der Athleten zu einem Bundes- oder Landeskader der jeweiligen Sportart.
Während in olympischen Disziplinen Auswahlsportler der Kader A, B, C oder D/C aufgenommen werden, sind die Kriterien für nichtolympische Sportarten strenger. Sportler aus Sportarten der Förderstufe I müssen dem Bundeskader A, B oder C angehören, aus Disziplinen der Förderstufe II werden nur Sportler des A-Kaders aufgenommen. Die Einzelentscheidungen treffen das Bundesministerium des Innern, der Deutsche Olympische Sportbund (bis 2006 Deutscher Sportbund) und das BMVg in Absprache miteinander. Die dazu nötigen Regelungen wurden 1971 erstmals erarbeitet und der Erlass des BMVg 1992 grundlegend modifiziert. Im Jahr 2005 wurde die Anzahl der Sportfördergruppen von 25 auf 22 reduziert (Auflösung der SportFGrpBw Holzwickede, Köln-Wahn und München). Im Sommer 2006 wurde die Anzahl der Sportfördergruppen von 22 auf 18 reduziert (Auflösung der SportFGrpBw Mittenwald, Halle, Hannover und Tauberbischofsheim) und 2008 folgte eine weitere Reduzierung von 18 auf 15 (Auflösung der SportFGrpBw Rostock, Potsdam und Stuttgart).

## Standorte der Sportfördergruppen

### Aktive Sportfördergruppen (SpFördGrpBw)
- SpFördGrpBw Altenstadt (Oberbayern) Heeresflugplatz Altenstadt (*) – Fallschirmsprung
- SpFördGrpBw Berlin, Julius-Leber-Kaserne
- SpFördGrpBw Bischofswiesen,  Jägerkaserne
- SpFördGrpBw Bruchsal, General-Dr.-Speidel-Kaserne
- SpFördGrpBw Frankenberg, Wettiner-Kaserne
- SpFördGrpBw Frankfurt (Oder)
- SpFördGrpBw Hamburg, Jürgen-Schumann-Kaserne in Appen
- SpFördGrpBw Köln, Lüttich-Kaserne
- SpFördGrpBw Mainz, Kurmainz-Kaserne
- SpFördGrpBw München, Universität der Bundeswehr München Fliegerhorst Neubiberg
- SpFördGrpBw Oberhof, Kaserne am Rennsteig in Oberschönau (Oberhof)
- SpFördGrpBw Sonthofen, Grünten-Kaserne
- SpFördGrpBw Todtnau, Schwarzwald-Kaserne
- SpFördGrpBw Warendorf, Sportschule der Bundeswehr

### Ehemalige Sportfördergruppen
- SpFördGrpBw Eckernförde, Marinestützpunkt Eckernförde (Maritimer Fünfkampf)[4] (2024 aufgelöst)
- SportFGrpBw Halle (2006 aufgelöst)
- SportFGrpBw Hannover (2006 aufgelöst)
- SportFGrpBw Holzwickede (2005 aufgelöst)
- SportFGrpBw Mittenwald (2006 aufgelöst)
- SportFGrpBw München (2005 aufgelöst)
- SportFGrpBw Potsdam (2008 aufgelöst)
- SportFGrpBw Rostock (2008 aufgelöst)
- SportFGrpBw Stuttgart (2008 aufgelöst)
- SportFGrpBw Tauberbischofsheim, Kurmainz-Kaserne (2006 aufgelöst)
- SportFGrpBw Köln-Wahn (2005 aufgelöst)
- SportFGrp 12/9 Philippsburg, Ringer